# الیساپی
الیساپی (به لاتین: Alisupi) یک منطقهٔ مسکونی در زیمبابوه است که در استان ماتابلند جنوبی واقع شده‌است.